# عبد القادر القرشي
أبو مُحَمد محيي الدين عبد القادر بن مُحَمد بن مُحَمد بن نصر الله بن سالم بن أبي الوفاء القرشي الحنفي (20 شعبان 696 هـ - 775 هـ - 1297م - 1373م) عالم وفقيه ومُحَدث حنفي من أهل القاهرة في مصر، ولد ونشأ في الدولة المملوكية التي كانت تُسَيطر على مصر بالإضافة إلى بلاد الحجاز والشام، وقد سمع عبد القادر العلم في حلقات الدرس في القاهرة والحجاز وأجازه كثير من عُلماء زمانه ومنهم: رضي الدين إبراهيم بن مُحَمدٍ الطبري (ت722 هـ)، وإبراهيم بن مُحَمدٍ الظاهري الحنفي (ت747 هـ)، وأحمد بن أبي طالب الصالحي (ت730 هـ)، وأحمد بن عبد القادر القيسي (ت749 هـ)، وإسماعيل بن عُثَمان بن عبد الكريم القرشي (ت714 هـ)، والحسن بن عُمَر بن عيسى الكردي الدمشقي (ت720 هـ) وغيرهم. توفي عبد القادر القرشي في القاهرة في سنة 775 هـ وهو ابن تسع وسبعين عاماً قال خير الدين الزركلي: «عبد القادر بن محمد القرشي محيي الدين عالم بالتراجم من حافظ الحديث ومن فقهاء الحنفية مولده ووفاته بالقاهرة وله عدد من المصنفات».

## مؤلفاته
صنف عبد القادر بن مُحَمدٍ القرشي عدد من الكُتب منها:
- الاعتماد في شرح الاعتقاد
- الأنوار الساطعة
- أوهام الهداية
- البستان في مناقب إمامنا النُعَمان
- الجواهر المضية في تراجم الحنفية ويعد من أهم كتبه ترجم فيه لعلماء الحنفية.
- العناية في معرفة أثار الهداية
- المؤلفة قلوبهم
- المختصر في علم الأثر
- مسائل مجموعة في الفقه
- شرح خلاصة الدلائل للرازي